# اکتوژنز
اکتوژنز (انگلیسی: Ectogenesis) (از یونانی ἐκτός، «بیرون» و پیدایش) رشد یک جاندار زنده در یک محیط مصنوعی بیرون از بدن است که معمولاً در آن یافت می‌شود، مانند رشد جنین یا تخمک در بیرون از بدن مادر یا رشد باکتری در خارج از بدن میزبان. این اصطلاح توسط دانشمند بریتانیایی J.B.S. هالدان در سال ۱۹۲۴ ابداع شد.

## جنین و تخمک انسان
رشد و نمو جنین‌های انسانی در خارج از رحم نیاز به یک رحم مصنوعی دارد. یک رحم مصنوعی باید برای تغذیه جنین، اکسیژن‌‌‌رسانی و دفع مواد زائد، از منبعی تغذیه شود. به احتمال زیاد، برای اتصال بین چنین منبعی و جفت، به یک رابط نیاز خواهد بود. رحم مصنوعی، به عنوان یک عضو جایگزین، می‌تواند به زنانی که رحم آنها آسیب دیده، بیمار یا برداشته شده است، کمک کند تا جنین به‌طور کامل رشد کند. همچنین این پتانسیل را دارد که محدوده زنده ماندن جنین را به مراحل اولیه بارداری منتقل کند. این امر پیامدهایی برای بحث جاری در مورد حقوق باروری انسان خواهد داشت.
رشد و نمو جنین در خارج از رحم می‌تواند روشی برای افرادی باشد که همجنسگرا، ناتوان یا مجرد هستند تا بتوانند فرزند بیولوژیکی خود را بدون نیاز به رحم اجاره‌ای یا اهدای اسپرم داشته باشند. همچنین می‌تواند به زنانی که نمی‌توانند باردار شوند یا نمی‌خواهند باردار شوند، این امکان را بدهد که بدون سپری کردن دوران بارداری، فرزند داشته باشند.

## جنین مصنوعی
در سال ۲۰۲۲، جاکوب هانا و تیمش در مؤسسه علوم وایزمن «ساختارهای جنین‌مانند» اولیه را از سلول‌های بنیادی موش ایجاد کردند. نخستین جنین مصنوعی جهان نیازی به اسپرم، تخمک و لقاح ندارد و تنها از سلول بنیادی جنینی (ESCs) یا همچنین از سلول‌های بنیادی غیر از ESC رشد کرده است. این ساختار دارای یک دستگاه روده، مغز اولیه و یک قلب تپنده و یک جفت با کیسه زرده در اطراف جنین بود. پژوهشگران گفتند که این می‌تواند به درک بهتر رشد اندام و بافت، منابع جدید سلول‌ها و بافت‌ها برای پیوند انسان منجر شود. با این حال، جنین مصنوعی انسان فاصله زیادی دارد. پژوهش‌های آنها توسط مجله Cell در ۱ اوت ۲۰۲۲ منتشر شد.

همچنین در ماه اوت ۲۰۲۲، یک مطالعه توصیف کرد که دانشمندان دانشگاه کمبریج و مؤسسه علوم وایزمن با استفاده از سلول‌های بنیادی (همچنین برخی از سلول‌های بنیادی غیر ESC) جنین مصنوعی با مغز و قلب تپنده ایجاد کردند. هیچ تخمک یا اسپرم انسانی استفاده نشد. آنها رشد طبیعی را نشان دادند و برخی تا روز ۸٫۵ زنده ماندند، جایی که اندام‌زایی اولیه، از جمله تشکیل پایه‌های مغز، رخ می‌دهد. دانشمندان امیدوارند که بتوان از آن برای ایجاد اعضای مصنوعی انسان برای پیوند استفاده کرد.

جنین‌ها در شرایط آزمایشگاهی و پیامد آن خارج از رحم در رحم مصنوعی که سال پیش توسط تیم هانا در نیچر منتشر شد، رشد کردند و در هر دو مطالعه مورد استفاده قرار گرفتند. . این دو مطالعه یک دستاورد مهم در نظر گرفته شد، اما این تحقیق بحث‌برانگیز است. کاربردهای بالقوه عبارتند از «کشف نقش ژن‌های مختلف در ناهنجاری‌های مادرزادی یا اختلال‌های رشدی»، به دست آوردن «بینش مستقیم از منشأ یک زندگی جدید»، «درک [درک] چرایی شکست برخی از بارداری‌ها»، و توسعه منابع «ارگان‌ها و بافت هاً برای افرادی که به آنها نیاز دارند.» اصطلاح «جنین مصنوعی» در عنوان مطالعه دوم سپس به اصطلاح جایگزین «مدل جنین» تغییر یافت.

در ۶ سپتامبر ۲۰۲۳، نیچر پژوهشی را منتشر کرد مبنی بر اینکه تیم مؤسسه ویزمن نخستین مدل جنین کامل روز انسان را ۱۴ مدل جنین پس از لانه‌گزینی را از سلول‌های ES ساده ایجاد کرد که در شرایط ساده‌ای خاص که توسط همان تیم در سال ۲۰۲۱ توسعه یافتند، گسترش یافتند. از سلول‌های بنیادی اصلاح‌نشده ژنتیکی باز برنامه‌ریزی شده برای تبدیل شدن به هر نوع بافت بدن استفاده می‌کند. مدل جنینی (که به اختصار SEM نامیده می‌شود)، از تمام ساختارهای کلیدی مانند «تصویر کتاب درسی» جنین ۱۴ روزه انسان تقلید می‌کند.

## ملاحظات اخلاقی زیستی
توسعه رحم مصنوعی و اکتوژنز چندین ملاحظه اخلاق زیستی و قانونی را مطرح می‌کند و همچنین پیامدهای مهمی برای حقوق باروری و مناظره سقط جنین دارد.

رحم مصنوعی ممکن است دامنه حیات جنین را گسترش دهد و پرسش‌هایی را دربارۀ نقش حیات جنین در قانون سقط جنین ایجاد کند. به عنوان مثال، در تئوری جدایی، حقوق سقط جنین فقط شامل حق برداشتن جنین می‌شود و همیشه تا پایان جنین گسترش نمی‌یابد. در بحث سقط جنین، مرگ جنین در طول تاریخ به عنوان یک عارضه جانبی اجتناب‌ناپذیر و نه هدف اولیه سقط جنین در نظر گرفته شده است. اگر انتقال جنین از رحم زن به رحم مصنوعی امکان‌پذیر شود، انتخاب ختم بارداری به این روش می‌تواند سبب یک فرزند زنده شود؛ بنابراین حاملگی را می‌توان در هر نقطه‌ای سقط کرد - که به حق زن برای تمامیت جسمانی احترام می‌گذارد - بدون اینکه به وضعیت اخلاقی جنین یا جنین لطمه‌ای وارد شود.

همچنین نگرانی‌های نظری وجود دارد که کودکانی که در رحم مصنوعی رشد می‌کنند، ممکن است «برخی پیوند اساسی با مادران خود که دیگر کودکان دارند» نداشته باشند که موضوع ثانویه حقوق زن بر بدن خود است.

در کتاب «دیالکتیک جنسیت» در سال ۱۹۷۰، فمینیست شولامیث فایراستون نوشت که تفاوت در نقش‌های تولیدمثلی بیولوژیکی منبع نابرابری جنسیتی است. فایرستون بارداری و زایمان را متمایز کرد و این استدلال را مطرح کرد که یک رحم مصنوعی «زنان را از ظلم زیست‌شناسی تولیدمثلی رها می‌کند».